# Nombre effectif de partis
Le nombre effectif de partis est un concept politique introduit par Markku Laakso et Rein Taagepera en 1979 qui attribue un nombre adapté de partis politiques pour système de partis d'un pays.
L’idée derrière cette mesure est de pouvoir dénombrer clairement les partis, tout en leur attribuant un poids ou une force politique. La force politique, dite "relative", se calcule sur la base des résultats électoraux obtenus par le parti en question (pour le calcul du nombre effectif de partis électoraux) ou sur le nombre de sièges qu'il détient au parlement (calcul du nombre effectif des partis parlementaires).
Cette approche est particulièrement utile pour comparer les différents systèmes de partis entre eux, ce qui fait qu'elle est très largement utilisée dans le domaine de la science politique.

## En théorie
Le nombre de partis n’est égal au nombre effectif de partis que lorsque tous les partis ont la même force. Dans tous les autres cas, le nombre effectif de partis est inférieur au nombre réel de partis. Par exemple, un parti avec très peu d'adhérents, de publicité et peu ou pas de poids sur la scène médiatique et politique n'a pas la même force que le parti alors au pouvoir ou que le principal parti d'opposition. Le nombre effectif de partis est une opérationnalisation souvent utilisée pour illustrer la fragmentation politique (en).

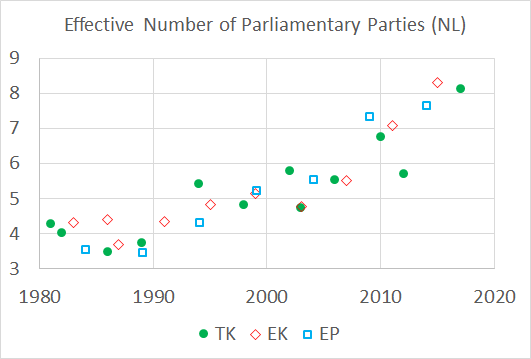
Exemple de la façon dont le nombre effectif de partis montre la fragmentation du paysage politique néerlandais (1981-2017)

Il existe deux principales alternatives à cette méthode du dénombrement effectif de partis :
1. L’indice d’« hyperfractionnement », théorisé par John K. Wildgen, qui accorde un poids (toutefois restreint) aux petits partis[4] ;
2. L'indice de Juan Molinar, qui accorde un poids spécifique au parti le plus important[5]. Patrick Dunleavy et Françoise Boucek ont critiqué positivement cet indice dans un article paru en 2003[6].

La mesure du nombre effectif de partis est largement identique à l'indice de Herfindahl-Hirschman, un indice de diversité utilisé en économie, ainsi qu'à l' indice de diversité de Simpson (en), un autre indice de diversité utilisé en écologie, et que le taux de participation inverse (IPR en anglais) en physique.

## Formules
Dans l'article de Laakso et Taagepera, le nombre effectif de partis est calculé par la formule suivante :
{\displaystyle N={\frac {1}{\sum _{i=1}^{n}p_{i}^{2}}}}
- n est le nombre de partis disposant d’au moins une voix/siège ;
- {\displaystyle p_{i}^{2}} est le carré du pourcentage de voix obtenues par le parti.

Les pourcentages doivent être adaptés de telle sorte que, par exemple, 50% équivaut à 0,5 et 1% équivaut à 0,01. Cette même formule est également utilisée pour le calcul de l'indice de diversité de Simpson et pour celui de la diversité réelle d'ordre 2.
Une formule alternative a été proposée par Grigorii V. Golosov en 2010 :
{\displaystyle N=\sum _{i=1}^{n}{\frac {p_{i}}{p_{i}+p_{1}^{2}-p_{i}^{2}}}}
Cette formule équivaut – si l’on considère uniquement les partis ayant au moins une voix/siège – à :
{\displaystyle N=\sum _{i=1}^{n}{\frac {1}{1+(p_{1}^{2}/p_{i})-p_{i}}}}
Ici, n est le nombre total de partis, {\displaystyle p_{i}^{2}} le  carré du pourcentage de voix obtenues par le parti, et {\displaystyle p_{1}^{2}} le carré du pourcentage de voix obtenues par le parti le plus important.

## Valeurs
Le tableau suivant illustre la différence entre les valeurs obtenues par les deux formules pour huit partis hypothétiques, avec un nombre de voix ou de sièges obtenus différents :
| Parti | Pourcentage le plus haut (en décimal) | Reste des pourcentages (en décimal)       | Formule de Laakso-Taagepera | Formule de Golossov |
| ----- | ------------------------------------- | ----------------------------------------- | --------------------------- | ------------------- |
| A     | 0,75                                  | 0,25                                      | 1,60                        | 1,33                |
| B     | 0,75                                  | 0,1 et 15 fois 0,01 (total : 0,25)        | 1,74                        | 1,42                |
| C     | 0,55                                  | 0,45                                      | 1,98                        | 1,82                |
| D     | 0,55                                  | 3 fois 0,1 et 15 fois 0,01 (total : 0,45) | 2,99                        | 2,24                |
| E     | 0,35                                  | 0,35 et 0,3 (total : 0,65)                | 2,99                        | 2,90                |
| F     | 0,35                                  | 5 fois 0,1 et 15 fois 0,01 (total : 0,65) | 5,75                        | 4,49                |
| G     | 0,15                                  | 5 fois 0,15 et 0,1 (total : 0,85)         | 6,90                        | 6,89                |
| H     | 0,15                                  | 7 fois 0,1 et 15 fois 0,01 (total : 0,85) | 10,64                       | 11,85               |

## Théorie institutionnelle
Le nombre effectif de partis peut être prédit avec un autre calcul, :
{\displaystyle N=(MS)^{1/6}}
M est le nombre de sièges accordés à la circonscription et S la taille de l'assemblée.

## Nombre effectif de partis par pays
Pour chaque pays, le nombre effectif de partis parlementaires pour la dernière élection en date est indiqué. Les partis les plus grands en effectif se trouvent au Brésil, en Belgique et en Bosnie-Herzégovine. Le Parlement européen dispose d'un nombre effectif de partis encore plus élevé si l’on prend en compte chaque partis national, mais a un nombre effectif de partis beaucoup plus faible si l’on prend en compte les groupes politiques.
| Pays                            | Année | Nombre effectif de partis |
| ------------------------------- | ----- | ------------------------- |
| Albanie                         | 2021  | 2,18                      |
| Andorre                         | 2019  | 2,99                      |
| Antigua-et-Barbuda              | 2018  | 1,27                      |
| Argentine                       | 2021  | 2,57                      |
| Arménie                         | 2021  | 1,93                      |
| Australie                       | 2022  | 3,15                      |
| Autriche                        | 2019  | 3,94                      |
| Bahamas                         | 2021  | 1,42                      |
| Barbade                         | 2022  | 1,00                      |
| Belgique                        | 2019  | 9,70                      |
| Bélize                          | 2020  | 1,37                      |
| Bermudes                        | 2020  | 1,38                      |
| Bhoutan                         | 2018  | 1,86                      |
| Bolivie                         | 2020  | 2,28                      |
| Bosnie-Herzégovine              | 2022  | 9,00                      |
| Botswana                        | 2019  | 1,94                      |
| Brésil                          | 2022  | 9,91                      |
| Bulgarie                        | 2022  | 5,49                      |
| Burkina Faso                    | 2020  | 4,11                      |
| Cap-Vert                        | 2021  | 2,20                      |
| Canada                          | 2021  | 2,76                      |
| Chili                           | 2021  | 4,13                      |
| Colombie                        | 2022  | 8,74                      |
| Costa Rica                      | 2018  | 4,73                      |
| Croatie                         | 2020  | 3,19                      |
| Chypre                          | 2021  | 4,81                      |
| République tchèque              | 2021  | 3,34                      |
| Danemark                        | 2022  | 7,24                      |
| République dominicaine          | 2020  | 2,75                      |
| Salvador                        | 2021  | 2,99                      |
| Estonie                         | 2019  | 4,19                      |
| Îles Féroé                      | 2019  | 5,26                      |
| Fidji                           | 2022  | 2,63                      |
| Finlande                        | 2019  | 6,36                      |
| France                          | 2022  | 3,72                      |
| Gambie                          | 2022  | 4,80                      |
| Géorgie                         | 2020  | 2,37                      |
| Allemagne                       | 2021  | 5,51                      |
| Ghana                           | 2020  | 2,01                      |
| Grèce                           | 2019  | 2,71                      |
| Groenland                       | 2021  | 3,52                      |
| Grenade                         | 2022  | 1,92                      |
| Guatemala                       | 2019  | 6,73                      |
| Guinée                          | 2020  | 2,06                      |
| Guinée-Bissau                   | 2019  | 3,05                      |
| Guyana                          | 2020  | 2,06                      |
| Honduras                        | 2021  | 3,16                      |
| Hongrie                         | 2022  | 1,84                      |
| Islande                         | 2021  | 6,29                      |
| Inde                            | 2019  | 2,17                      |
| Indonésie                       | 2019  | 7,47                      |
| Irak                            | 2010  | 4,35                      |
| Irlande                         | 2020  | 5,98                      |
| Israël                          | 2022  | 6,51                      |
| Italie                          | 2022  | 2,40                      |
| Jamaïque                        | 2020  | 1,53                      |
| Japon                           | 2021  | 2,69                      |
| Kosovo                          | 2021  | 3,49                      |
| Kenya                           | 2013  | 5,16                      |
| Kirghizistan                    | 2015  | 4,82                      |
| Lettonie                        | 2022  | 6,14                      |
| Lesotho                         | 2022  | 3,93                      |
| Liberia                         | 2017  | 5,81                      |
| Liechtenstein                   | 2021  | 2,93                      |
| Lituanie                        | 2020  | 4,84                      |
| Luxembourg                      | 2018  | 4,56                      |
| Malaisie                        | 2022  | 7,72                      |
| Malawi                          | 2019  | 5,19                      |
| Malte                           | 2022  | 1,97                      |
| Île Maurice                     | 2019  | 2,29                      |
| Mexique                         | 2021  | 2,21                      |
| Moldavie                        | 2021  | 2,03                      |
| Monaco                          | 2018  | 1,29                      |
| Monténégro                      | 2020  | 3,71                      |
| Maroc                           | 2021  | 5,68                      |
| Mozambique                      | 2019  | 1,57                      |
| Namibie                         | 2019  | 2,16                      |
| Népal                           | 2022  | 4,75                      |
| Pays-Bas                        | 2021  | 8,54                      |
| Nouvelle-Zélande                | 2020  | 2,61                      |
| Nicaragua                       | 2016  | 1,59                      |
| Niger                           | 2020  | 3,85                      |
| Macédoine du Nord               | 2020  | 3,25                      |
| Chypre du Nord                  | 2022  | 2,71                      |
| Irlande du Nord                 | 2022  | 4,52                      |
| Norvège                         | 2021  | 5,56                      |
| Palestine                       | 2006  | 2,32                      |
| Panama                          | 2019  | 3,07                      |
| Paraguay                        | 2018  | 2,86                      |
| Pérou                           | 2021  | 6,20                      |
| Pologne                         | 2019  | 2,76                      |
| Portugal                        | 2022  | 2,66                      |
| Roumanie                        | 2020  | 4,30                      |
| Saint-Christophe-et-Niévès      | 2022  | 2,5                       |
| Sainte-Lucie                    | 2021  | 1,65                      |
| Saint-Vincent-et-les-Grenadines | 2020  | 1,92                      |
| Saint-Marin                     | 2019  | 4,63                      |
| São Tomé-et-Principe            | 2022  | 2,41                      |
| Écosse                          | 2021  | 2,96                      |
| Sénégal                         | 2022  | 2,61                      |
| Serbie                          | 2022  | 3,58                      |
| Seychelles                      | 2020  | 1,69                      |
| Sierra Leone                    | 2018  | 2,45                      |
| Singapour                       | 2020  | 1,24                      |
| Slovaquie                       | 2020  | 4,37                      |
| Slovénie                        | 2022  | 3,04                      |
| Afrique du Sud                  | 2019  | 2,57                      |
| Corée du Sud                    | 2020  | 2,09                      |
| Espagne                         | 2019  | 4,68                      |
| Sri Lanka                       | 2020  | 2,10                      |
| Suriname                        | 2020  | 3,53                      |
| Suède                           | 2022  | 5,18                      |
| Suisse                          | 2019  | 6,47                      |
| Taïwan                          | 2020  | 2,45                      |
| Tanzanie                        | 2015  | 1,75                      |
| Thaïlande                       | 2019  | 5,64                      |
| Timor oriental                  | 2018  | 2,46                      |
| Togo                            | 2013  | 1,95                      |
| Trinité-et-Tobago               | 2020  | 1,99                      |
| Tunisie                         | 2014  | 3,69                      |
| Turquie                         | 2018  | 2,27                      |
| Ouganda                         | 2021  | 2,34                      |
| Ukraine                         | 2019  | 2,64                      |
| Royaume-Uni                     | 2019  | 2,39                      |
| États-Unis                      | 2020  | 2,00                      |
| Uruguay                         | 2019  | 3,31                      |
| Venezuela                       | 2020  | 1,17                      |
| Pays de Galles                  | 2021  | 2,71                      |
| Zambie                          | 2021  | 2,35                      |